# Amígdalas linguales

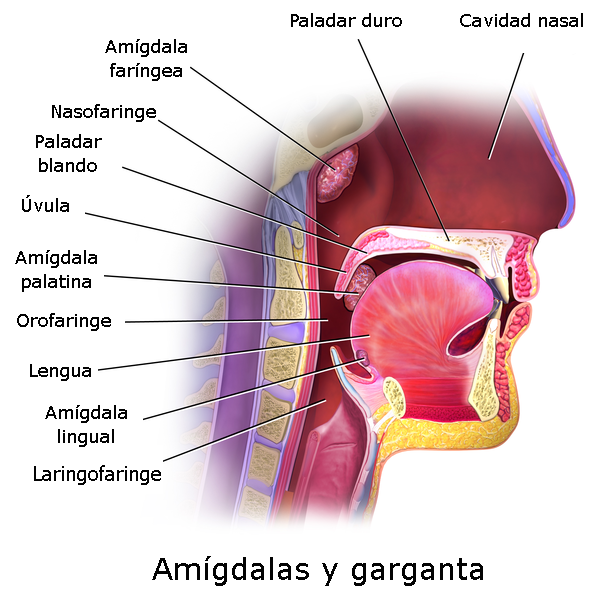
Ubicación de las amígdalas linguales

Las amígdalas linguales son dos pequeñas masas de tejido linfático localizadas en la base de la lengua, una a cada lado. Formando parte del sistema inmunitario, encargado de la defensa de nuestro organismo frente a virus, bacterias y otros patógenos.

## Estructura

### Microanatomía
Las amígdalas linguales están cubiertas externamente por un epitelio escamoso estratificado, no queratinizado. El epitelio se invagina hacia el interior para formar una sola cripta. Debajo del epitelio hay una capa de nódulos linfoides que contienen linfocitos. Estas amígdalas están rodeadas por una cápsula delgada de tejido conectivo que las separa de las estructuras adyacentes. Las glándulas mucosas ubicadas en la raíz de la lengua se drenan a través de varios conductos hacia la cripta de las amígdalas linguales. Las secreciones de estas glándulas mucosas mantienen la cripta limpia y libre de residuos. Por lo tanto, las amígdalas linguales son menos propensas a la infección.

### Irrigación
Las amígdalas linguales se encuentran en la cara posterior de la lengua, cuya irrigación proviene de:
- Arteria lingual, rama de la arteria carótida externa.
- Rama tonsilar de la arteria facial.
- Rama faríngea ascendente de la arteria carótida externa.

### Inervación
Las amígdalas linguales están inervadas por las ramas tonsilares del nervio glosofaríngeo. Se ubican en la parte posterior de la lengua.

## Función

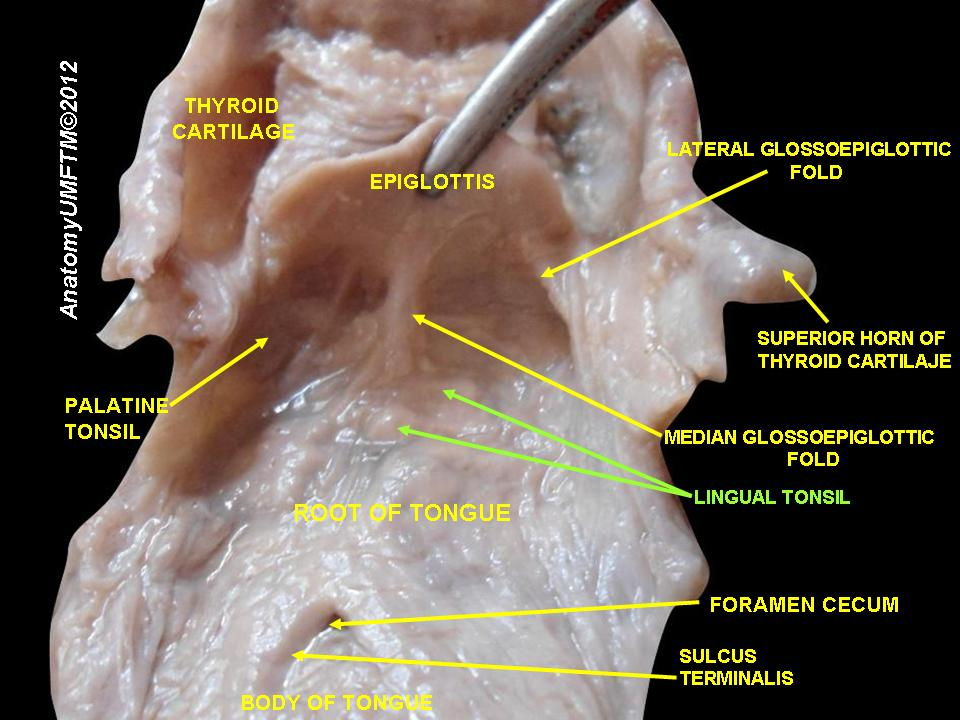
Base de la lengua y epiglotis

Al igual que otros tejidos linfáticos, la función de las amígdalas linguales es prevenir infecciones. Estas amígdalas contienen linfocitos B y T que se activan cuando las bacterias y los virus dañinos entran en contacto con las amígdalas. Los linfocitos B matan a los patógenos al producir anticuerpos contra ellos, mientras que los linfocitos T los matan directamente envolviéndolos.

## Importancia clínica

### Cáncer
En ocasiones puede presentarse carcinoma de células escamosas en las amígdalas linguales.

### Apnea del sueño
Las amígdalas linguales agrandadas o hipertróficas tienen el potencial de causar o exacerbar la apnea del sueño.
- Datos: Q1753794